# Etiopie na Zimních olympijských hrách 2010
Zimní olympijské hry 2010 ve Vancouveru byly druhé zimní olympijské hry v historii, kterých se zúčastnil africký stát Etiopie.
Zimní olympiády 2010 se zúčastnila symbolicky jedním sportovcem.

## Výsledky

### Běh na lyžích
Muži
- Robel Teklemariam
  - 15 km volnou technikou – 93. místo

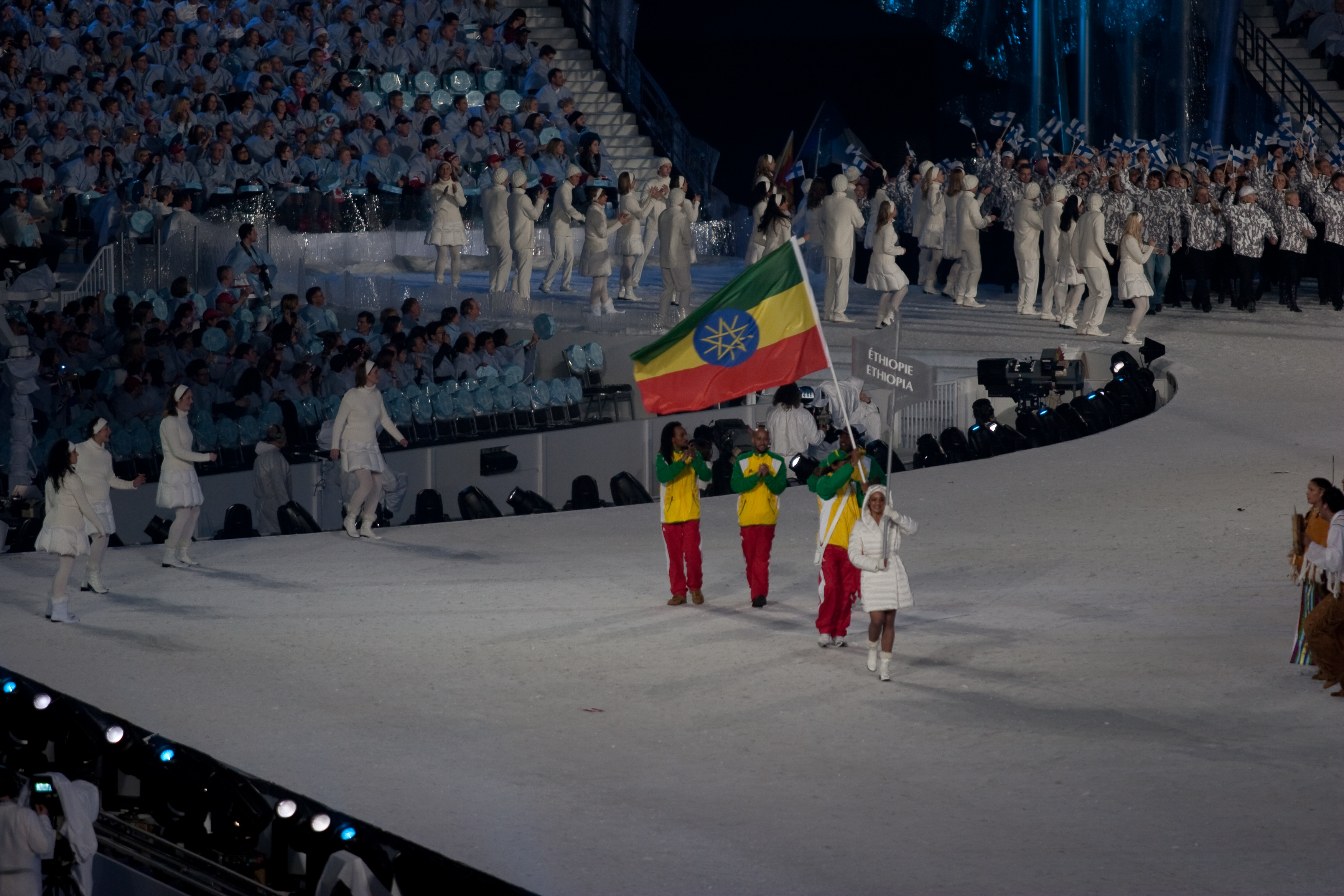
Etiopie na slavnostním zahájení ZOH 2010